# Dunaszentpál
Dunaszentpál é um município da Hungria, situado no condado de Győr-Moson-Sopron. Tem 9,81 km² de área e sua população em 2015 foi estimada em 736 habitantes.